# Terry McDermott
Terence "Terry" McDermott (født 8. december 1951 i Kirkby, England) er en tidligere engelsk fodboldspiller, der spillede som midtbanespiller. Han var på klubplan primært tilknyttet Bury, Newcastle United og Liverpool. Med Liverpool vandt han adskillige titler, blandt andet hele seks engelske mesterskaber og tre Europa Cup for Mesterhold-titler. I 1980 blev han kåret til PFA Player of the Year.
McDermott blev desuden noteret for 25 kampe og tre scoringer for Englands landshold. Han repræsenterede sit land ved EM i 1980, og VM i 1982.

## Titler
Engelsk 1. Division
- 1976, 1977, 1979, 1980, 1982 og 1983 med Liverpool F.C.

Football League Cup
- 1981, 1982 og 1983 med Liverpool F.C.

Charity Shield
- 1976, 1977, 1979 og 1980 med Liverpool F.C.

Mesterholdenes Europa Cup
- 1977, 1978 og 1981 med Liverpool F.C.

UEFA Cup
- 1976 med Liverpool F.C.

UEFA Super Cup
- 1977 med Liverpool F.C.